# Apostolepis gaboi
Apostolepis gaboi este o specie de șerpi din genul Apostolepis, familia Colubridae, descrisă de Rodrigues 1993. Conform Catalogue of Life specia Apostolepis gaboi nu are subspecii cunoscute.